# Хокеј на леду за жене на Зимским олимпијским играма 2010.
Такмичења у Хокеју на леду за жене на Зимским олимпијским играма 2010. су одржана у Ванкуверу у Канади у периоду од 13. до 25. фебруара 2010. Такмичења у хокеју на леду су се одржавала у Зимском спортском центру УБК и завршница у Роџерс арени у којој игра НХЛ екипа Ванкувер канакси.
На турниру је играло 8 екипа, подељених у две групе по четири тима, у којима се играло по једноструком бод систему (свако са сваким једну утакмицу). Две најбоље пласиране екипе из обе групе пласирале су се у полуфинале.

## Репрезентације
| Група A - Канада - Словачка - Шведска - Швајцарска | Група Б - Кина - Финска - Русија - Сједињене Државе |

## Први круг

### Група А
| Датум       | Време | Репрезентација | Репрезентација | Резултат | Трећине       |
| ----------- | ----- | -------------- | -------------- | -------- | ------------- |
| 13. фебруар | 12:00 | Шведска        | Швајцарска     | 3:0      | (1:0,1:0,1:0) |
| 13. фебруар | 17:00 | Канада         | Словачка       | 18:0     | (7:0,6:0,5:0) |
| 15. фебруар | 14:30 | Швајцарска     | Канада         | 1:10     | (0:2,1:3,0:5) |
| 15. фебруар | 19:00 | Шведска        | Словачка       | 6:2      | (3:2,1:0,2:0) |
| 17. фебруар | 14:30 | Канада         | Шведска        | 13:1     | (5:0,7:0,1:1) |
| 17. фебруар | 19:00 | Словачка       | Швајцарска     | 2:5      | (1:0,0:1,1:4) |

| 1 | Канада     | 3 | 3 | 0 | 0 | 0 | 41 | 2  | +39 | 9 |
| 2 | Шведска    | 3 | 2 | 0 | 0 | 1 | 10 | 15 | -5  | 6 |
| 3 | Швајцарска | 3 | 1 | 0 | 0 | 2 | 6  | 15 | -9  | 3 |
| 4 | Словачка   | 3 | 0 | 0 | 0 | 3 | 4  | 29 | -25 | 0 |

### Група Б
| Датум       | Време | Репрезентација | Репрезентација | Резултат | Трећине       |
| ----------- | ----- | -------------- | -------------- | -------- | ------------- |
| 13. фебруар | 12:00 | САД            | Швајцарска     | 12:1     | (5:0,3:0,4:1) |
| 13. фебруар | 16:30 | Финска         | Русија         | 5:1      | (1:1,2:0,2:0) |
| 15. фебруар | 14:30 | Русија         | САД            | 0:13     | (0:5,0:7,0:1) |
| 15. фебруар | 19:00 | Финска         | Кина           | 2:1      | (0:1,2:0,0:0) |
| 17. фебруар | 14:30 | САД            | Финска         | 6:0      | (4:0,1:0,1:0) |
| 17. фебруар | 19:00 | Кина           | Русија         | 1:2      | (0:0,1:2,0:0) |

| 1 | САД    | 3 | 3 | 0 | 0 | 0 | 41 | 2  | +39 | 9 |
| 2 | Финска | 3 | 2 | 0 | 0 | 1 | 10 | 15 | -5  | 6 |
| 3 | Русија | 3 | 1 | 0 | 0 | 2 | 6  | 15 | -9  | 3 |
| 4 | Кина   | 3 | 0 | 0 | 0 | 3 | 4  | 29 | -25 | 0 |

## Пласман од 5-8 места
| Датум       | Време | Репрезентација | Репрезентација | Резултат | Трећине       |
| ----------- | ----- | -------------- | -------------- | -------- | ------------- |
| 20. фебруар | 14:30 | Швајцарска     | Кина           | 6:0      | (2:0,2:0,2:0) |
| 20. фебруар | 19:00 | Русија         | Словачка       | 4:2      | (2:0,1:1,1:1) |

### Меч за седмо место
| Датум       | Време | Репрезентација | Репрезентација | Резултат | Трећине       |
| ----------- | ----- | -------------- | -------------- | -------- | ------------- |
| 22. фебруар | 14:00 | Кина           | Словачка       | 3:1      | (0:1,1:0,2:0) |

### Меч за пето место
| Датум       | Време | Репрезентација | Репрезентација | Резултат | Трећине               |
| ----------- | ----- | -------------- | -------------- | -------- | --------------------- |
| 22. фебруар | 19:00 | Швајцарска     | Русија         | 2:1      | (0:1,1:0,0:0,0:0,1:0) |

## Полуфинале
| Датум       | Време | Репрезентација | Репрезентација | Резултат | Трећине       |
| ----------- | ----- | -------------- | -------------- | -------- | ------------- |
| 22. фебруар | 14:30 | Шведска        | САД            | 1:9      | (0:2,1:3,0:4) |
| 22. фебруар | 19:00 | Финска         | Канада         | 0:5      | (0:2,0:1,0:2) |

### Меч за треће место
| Датум       | Време | Репрезентација | Репрезентација | Резултат | Трећине           |
| ----------- | ----- | -------------- | -------------- | -------- | ----------------- |
| 25. фебруар | 11:00 | Шведска        | Финска         | 2:3      | (0:0,1:2,1:0,0:1) |

### Финале
| Датум       | Време | Репрезентација | Репрезентација | Резултат | Трећине       |
| ----------- | ----- | -------------- | -------------- | -------- | ------------- |
| 25. фебруар | 15:30 | Канада         | САД            | 2:0      | (2:0,0:0,0:0) |

## Олимпијски победник
| Победник Зимских олимпијских игара 2010. у хокеју на леду |
| Канада Трећа титула                                       |

## Коначни пласман учесника
|   | Канада     |
|   | САД        |
|   | Финска     |
| 4 | Шведска    |
| 5 | Швајцарска |
| 6 | Русија     |
| 7 | Кина       |
| 8 | Словачка   |